# Vitaly Ginzburg
Pour les articles homonymes, voir Ginzburg.
Vitaly Lazarevitch Ginzburg (en russe : Виталий Лазаревич Гинзбург (Vitali Lazarevitch Guinzbourg)), né le 21 septembre 1916 (4 octobre dans le calendrier grégorien) à Moscou et mort le 8 novembre 2009 dans la même ville, est un physicien et astrophysicien soviétique puis russe. Il est considéré comme un des pères de la bombe atomique soviétique.
Il est membre de l'Académie des sciences de l'ex-Union soviétique et successeur d'Igor Tamm à la tête de l'Institut de physique. Il est colauréat avec Alekseï Abrikossov et Anthony Leggett du prix Nobel de physique de 2003.

## Biographie
Il obtient son premier diplôme à la faculté de physique de l'université d'État de Moscou en 1938 et défend son doctorat en 1942. Dès 1942, il travaille à l'institut de physique Lebedev de Moscou. On lui doit une théorie phénoménologique de la supraconductivité développé avec Lev Landau en 1958, la théorie de Ginzburg-Landau, une théorie de la propagation des ondes électromagnétiques dans les plasmas tels que dans l'ionosphère et une théorie sur l'origine des rayons cosmiques. Dans les années 1950, il joue un rôle clef dans le développement de la bombe à hydrogène soviétique.

Il  est l'un des rares intellectuels ayant refusé de condamner la révolution soviétique.

Il est colauréat avec Alekseï Abrikossov et Anthony Leggett du prix Nobel de physique de 2003 « pour des contributions pionnières à la théorie des supraconducteurs et des superfluides ».

## Distinctions et récompenses
- Prix Staline en 1953
- Prix Lénine en 1966
- Médaille d'or de la Royal Astronomical Society en 1991
- Prix Wolf en 1994-1995
- Médaille Lomonossov en 1995
- Prix Nobel de physique en 2003, partagé avec Alekseï Abrikossov et Anthony Leggett.
- Ordre du Mérite pour la Patrie, en 2006
- (8132) Vitginzburg, astéroïde.